# Smolinské
Smolinské es un municipio del distrito de Senica en la región de Trnava, Eslovaquia, con una población estimada a final del año 2024 de 920 habitantes.
Se encuentra ubicado al norte de la región, en los pequeños Cárpatos y cerca del río Váh (cuenca hidrográfica del Danubio) y de la frontera con la República Checa.

## Demografía
| Año        | 1994 | 2004    | 2014    | 2024    |
| ---------- | ---- | ------- | ------- | ------- |
| Población  | 958  | 968     | 937     | 920     |
| Diferencia |      | +1,04 % | −3,20 % | −1,81 % |

| Año        | 2023 | 2024    |
| ---------- | ---- | ------- |
| Población  | 914  | 920     |
| Diferencia |      | +0,65 % |